# Кудамгубское
Ку́дамгубское — российское озеро в западной части Республики Карелия.

## Общие сведения
Котловина ледникового происхождения.
Озеро вытянуто с северо-запада на юго-восток. Берега низкие. На озере 15 островов общей площадью 0,28 км².
Западнее озера располагался посёлок Кудамгуба, в 7 км северо-восточнее находится посёлок Гимолы.
В озеро впадают 8 ручьёв. С юго-западной стороны в озеро впадает ручей Харваоя, вытекающий из озера Вехкарви.
Через озеро протекает река Суна. Высшая водная растительность представлена тростником, хвощом и камышом.
В озере обитают ряпушка, плотва, сиг, щука, лещ, окунь.
Озеро замерзает в ноябре, вскрывается ото льда в мае.